# Соња Мугоша
Соња Мугоша (рођена 12. априла, 1989 у Паризу, Француска) је српска клизачица у уметничком клизању. Она је освајач златне медаље на 2005-2006 националном такмичењу у клизању. Већ две сезоне се такмичи на јуниорском Гранд прију.

## Такмичарски резултати
| Догађај                      | 2004-2005 | 2005-2006 | 2006-2007 |
| ---------------------------- | --------- | --------- | --------- |
| Светско јуниорско првенство  |           | 23 QR.    |           |
| Српско национално првенство  | 2         | 1         |           |
| Јуниорски гран при, Тајпеј   |           |           | 20        |
| Јуниорски гран при, Канада   |           | 22        |           |
| Јуниорски гран при, Словачка |           | 28        |           |

- QR = Квалификације